# Плоская (приток Межи)
Плоская — река в России, протекает в Межевском районе Костромской области. Устье реки находится в 64 км по левому берегу реки Межа. Длина реки составляет 15 км, площадь водосборного бассейна 53,6 км².
Исток реки находится в лесах в 20 км к юго-востоку от села Георгиевское. Река течёт на юго-запад, крупных притоков нет. Всё течение реки проходит по ненаселённому лесному массиву. Впадает в Межу выше деревни Петушиха.

## Данные водного реестра
По данным государственного водного реестра России относится к Верхневолжскому бассейновому округу, водохозяйственный участок реки — Унжа от истока и до устья, речной подбассейн реки — Бассей притоков Волги ниже Рыбинского водохранилища до впадения Оки. Речной бассейн реки — (Верхняя) Волга до Куйбышевского водохранилища (без бассейна Оки).
По данным геоинформационной системы водохозяйственного районирования территории РФ, подготовленной Федеральным агентством водных ресурсов:
- Код водного объекта в государственном водном реестре — 08010300312110000015747
- Код по гидрологической изученности (ГИ) — 110001574
- Код бассейна — 08.01.03.003
- Номер тома по ГИ — 10
- Выпуск по ГИ — 0